# Asahinea
Asahinea — рід грибів родини Parmeliaceae. Назва вперше опублікована 1965 року.

## Класифікація
До роду Asahinea відносять 4 види:
- Asahinea chrysantha
- Asahinea culbersoniorum
- Asahinea kurodakensis
- Asahinea scholanderi